# Смерть Адольфа Гітлера

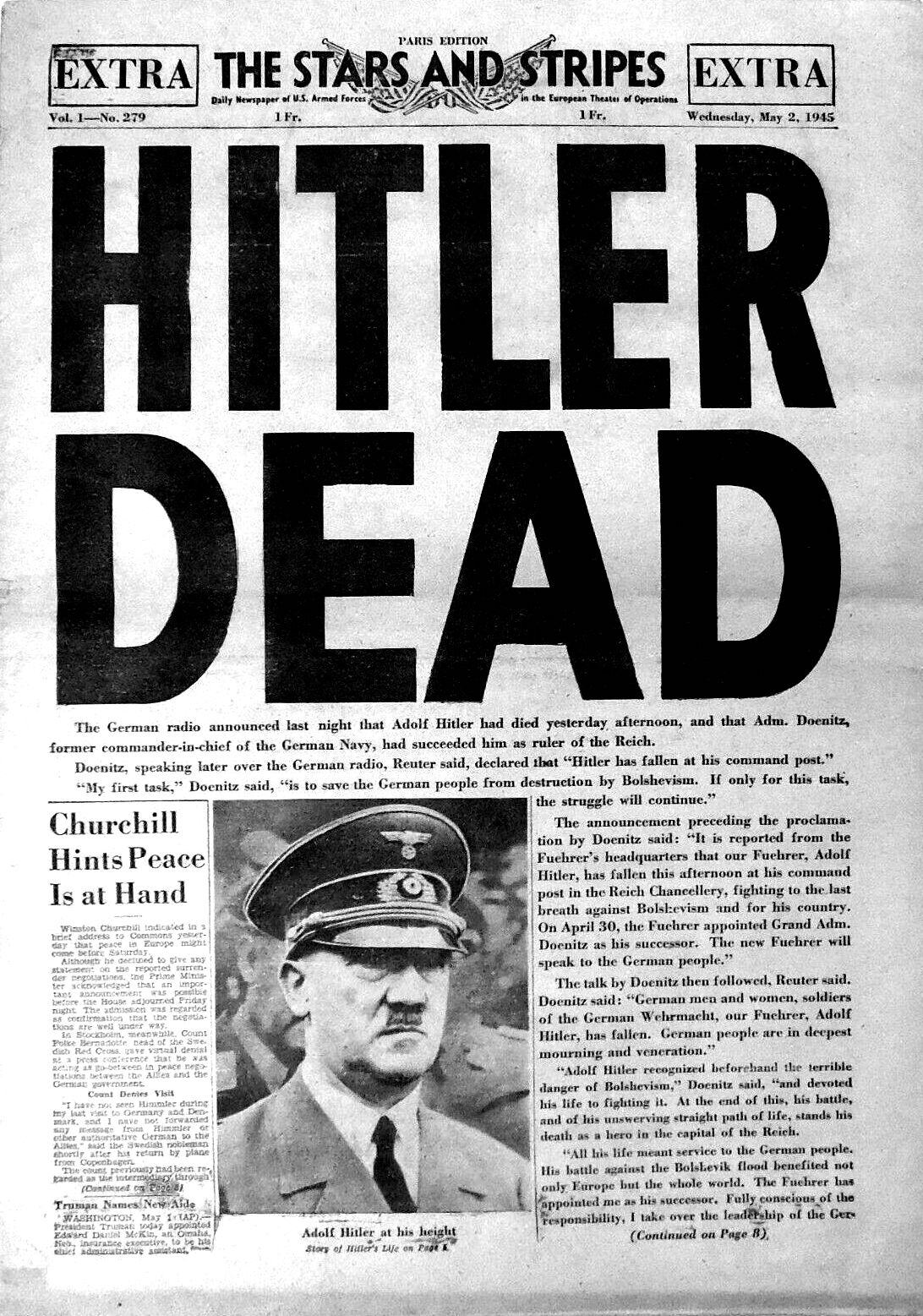
Обкладинка американської військової газети Stars and Stripes, 2 травня 1945 року.

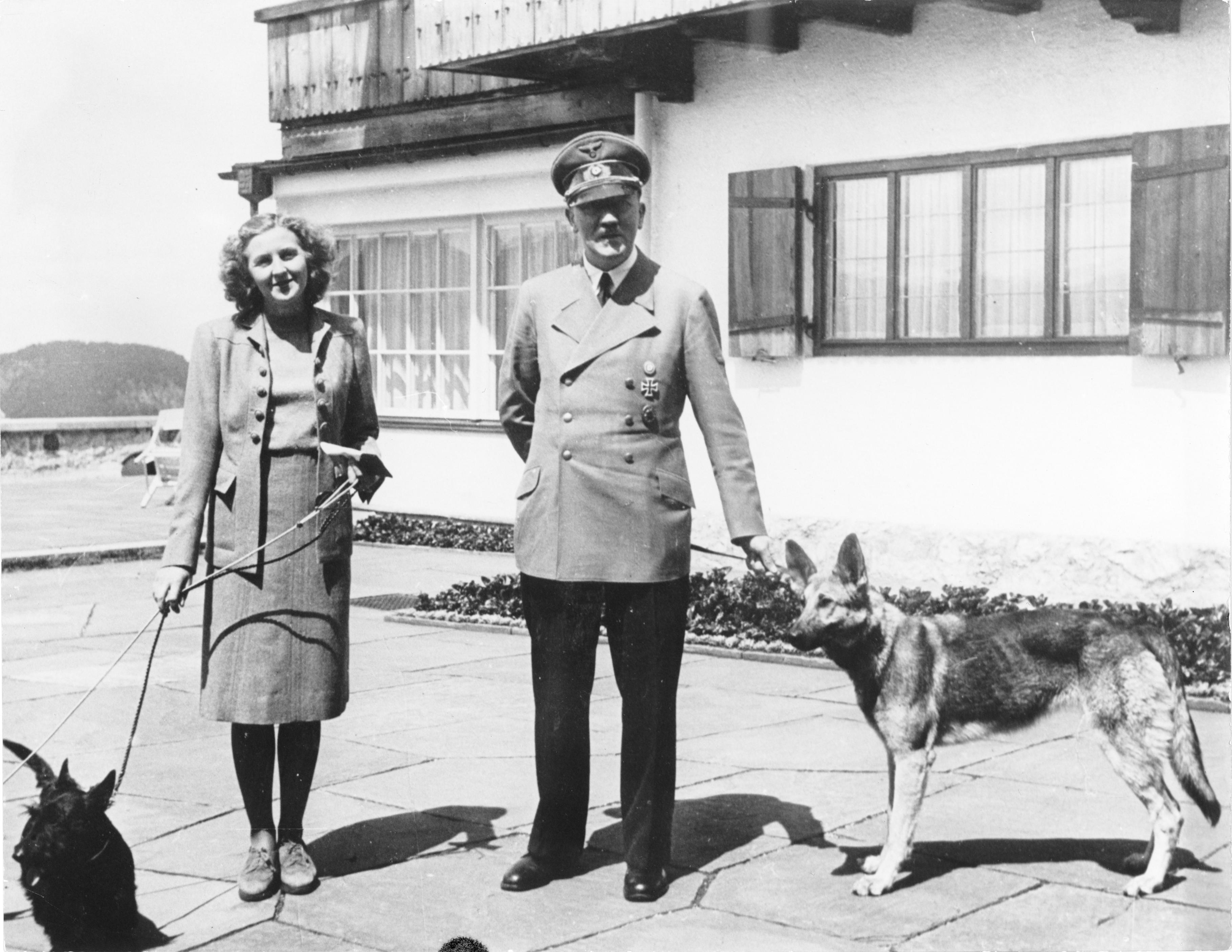
Єва Браун і Гітлер (з Блонді), червень 1942

Адольф Гітлер скоїв самогубство між 15:10 і 15:15 (за даними радянських ЗМІ, між 15:25 і 15:30) у понеділок 30 квітня 1945 року, застрелившись із вогнепальної зброї у своєму фюрербункері в Берліні (приблизно в той же час Червона армія взяла під контроль перший поверх Рейхстагу, і знаходилась за 700—750 метрів від рейхсканцелярії). Його дружина Єва Браун також скоїла самогубство, прийнявши ціанистий калій. Того ж дня, відповідно до складеної Гітлером раніше інструкції, їхні тіла винесли по сходах через запасний вихід бункера, облили бензином і підпалили в саду за межами бункера.

## Загальне положення Німеччини у 1945 році
На початку 1945 року Німеччина знаходилася в критичному стані. 12 січня на Східному фронті Червона армія розпочала Вісло-Одерську наступальну операцію, в ході якої до 3 лютого 1945 форсувала Одер і захопила знаменитий Кюстрінський плацдарм. Лінія фронту на сході після цього стала проходити лише в 62 кілометрах від Берліна. Крім того, 13 лютого 1945 пав Будапешт — остання надія Гітлера на відтягування значних сил Червоної армії від Берлінського напрямку. В поспіху німці спробували провести операцію «Сонцестояння», яка також до 18 лютого 1945 року завершилася поразкою.
На Західному фронті 25 грудня 1944 року німці були вимушені припинити Арденнську операцію через нестачу палива, боєприпасів і живої сили. Після цього вони активно перейшли до оборони так званого «Арденнського виступу», найзахіднішою точкою якого було бельгійське містечко Дінан за 640 кілометрів від Берліна. 3 січня 1945 року союзники перейшли в контрнаступ і до 29 січня повністю зрізали «Арденнський виступ». 8 лютого 1945 року союзники перейшли Західний кордон Німеччини розпочавши Маас-Рейнську операцію. До 22 березня 1945, форсувавши Рейн, вони закріпилися на його правому березі за 480 кілометрів від Берліна.
В Італії італо-німецькі війська під натиском союзників стихійно відступали на північ. 6 квітня 1945 року розпочалася Північно-Італійська операція із витіснення італо-німецького угруповання із Альп і північного берега ріки По.

### Гітлер у фюрербункері

Принципова схема фюрербункеру

Гітлер прибув у Берлін зранку 16 січня 1945 року зі своєї ставки «Гніздо орла» у Лангенхайн-Цигенберзі (район Обер-Мерлен у гірському масиві Таунус), де він пробув із 10 листопада 1944 по 15 січня 1945 року після покидання своєї основної ставки «Вовче лігво» у Східній Пруссії внаслідок стрімкого наближення радянських військ.
За словами очевидців, Гітлер виглядав жахливо (див. Хвороби Гітлера). Від самого початку він розташував свій штаб у центрі Берліна, у будівлі Рейхсканцелярії за адресою Вільгельмштрассе, 77.
Однак, внаслідок щоденних масованих нальотів авіації союзників на Берлін, через декілька днів (точна дата невідома) Гітлер був вимушений повністю перенести свій штаб під землю у фюрербункер.
До середини березня 1945 року Гітлер періодично залишає свій штаб, підіймаючись нагору до будівлі Рейхсканцелярії. Однак останній раз Гітлер відвідає її 15 березня 1945 року, тоді внаслідок початку нальоту авіації союзників Гітлер ледве встигає спуститися назад у бункер, і з того дня, за словами очевидців, вирішив більше не полишати межі бункера.
20 січня 1945 року, Гітлер у Фюрербункері приймає голову Національного уряду Норвегії Відкуна Квіслінга, який мляво намагається переконати Гітлера на сепаратний мир зі США й Англією, від себе обіцяючи повну підтримку Норвегії у боях проти Червоної армії, однак Гітлер від будь-яких переговорів відмовляється.
30 січня 1945 року Йозефу Геббельсу вдається організувати радіотрансляцію із фюрербункера і Гітлер в останній раз у своєму житті звертається із промовою до німецького народу, у якій звинувачує західні держави у розв'язанні війни, а також закликає боротися до «остаточної перемоги».
За словами очевидців, коли 13 лютого 1945 року Гітлеру у фюрербункері повідомляють про падіння Будапешта, він скаженіє і звинувачує своїх військових у зраді. У той час фюрер все ще не втрачає надії на «чудесний порятунок», однак іноді починає говорити про власний швидкий кінець. Гітлер починає порівнювати себе із Фрідріхом ІІ кажучи, що він, як і Фрідріх, без сумніву може розгромити ворога спочатку на Сході, а потім на Заході. У ці ж дні він наказує доправити до своєї кімнати в бункері великий портрет Фрідріха, а також наукову працю британського історика ХІХ століття Томаса Карлайла «Історія Фрідріха Великого».
14 лютого 1945 року Гітлер, дізнавшись про оточення Бреслау, роздратовано наказує утримувати його будь-якою ціною і обороняти до останнього солдата, погрожуючи у випадку здачі міста віддати всіх солдат до останнього під трибунал.
25 лютого 1945 року Гітлер приймає у фюрербункері міністра озброєнь і боєприпасів Альберта Шпеєра, який приносить йому доповідь про наслідки втрати 60 % вугільних родовищ Третього Рейху в результаті наступу радянських військ, Гітлер кладе доповідну записку Шпеєра у сейф, і сухо подякувавши за доповідь не вживає ніяких реальних заходів, для виправлення цієї ситуації.
6 березня Гітлер наказує найбоєздатнішому з'єднанню німців на східному фронті 6-й танковій армії СС під командуванням Йозефа Дітріха, негайно розгромити 3-й Український фронт, прорватися до Дунаю, а згодом до Будапешту й зайняти його. Задача так і не була виконана через недостачу техніки й пального (хоча 6-й танковій армії вдалося прорвати радянську оборону й заглибитися у фланг 3-го українського фронту на ширину 4 й глибину 30 кілометрів), і 14 березня 1945 оскаженілий Гітлер наказав солдатам і офіцерам дивізії спороти з уніформи всі елітні нашивки.
7 березня Гітлер в бункері дізнається про те, що союзникам вдалося захопити один із залізничних мостів через Рейн у районі Ремагену, в цілості і неушкодженості (у поспіхом відступаючих німецьких військ просто не вистачило вибухівки й часу, щоб підірвати його). Ця новина приводить його в сказ, за його особистим наказом військово-польовий суд того ж дня розстрілює п'ятьох солдатів та офіцерів, відповідальних за підрив мосту. Люфтваффе отримує наказ фюрера зруйнувати міст і до 15 березня їм це вдалося.
15 березня Гітлер приймає міністра озброєнь і боєприпасів Шпеєра, після чого, заслухавши його доповідь про стан промисловості Рейху, впадає в шоковий стан і довго відмовляється вірити рейхсміністру, переконуючи його самого повірити в «остаточну перемогу Німеччини». На що Шпеєр практично відкритим текстом заявив, що «війна програна», про що до нього ніхто не смів говорити в присутності фюрера. Гітлер збентежений подібною заявою дав Шпеєру 24 години, щоб той «подумав над своїми висновками». Наступного дня, Шпеєр відмовляється від своїх слів заявляючи, що «дуже погарячкував» і «відтепер цілком підтримає всі рішення Фюрера».
18 березня Гітлер викликає до себе в бункер фельдмаршала Альберта Кессельрінга, якого в той же день призначає командувачем Західним фронтом, відсторонивши від командування «бездарного і сонного» (за словами Гітлера) Герда фон Рундштедта.
19 березня Гітлер знову приймає в бункері Альберта Шпеєра, який святкує свій день народження, котрому дарує власний портрет з автографом, який, за словами очевидців, сам же довго не може поставити через сильно тремтячих рук. Після чого, заслухавши доповідь Шпеєра про стан промисловості Рейху, передає в руки рейхсміністру готовий план «Нерон», наказуючи йому негайно перейти до «тактики випаленої землі», згідно з якою: «Всі військові споруди, споруди транспорту, зв'язку, промисловості та постачання, продовольчі склади, а також речові цінності, що знаходяться на території Рейху, при неможливості їх вивезення підлягають негайному знищенню». Всі спроби Шпеєра пояснити Гітлеру, що даний наказ «прирікає німецький народ на знищення», натикаються на категоричну байдужість останнього. Гітлер зокрема заявляє, що "Якщо війна буде програна, нація також загине. Це її неминуча доля. Немає необхідності займатися основою, яка буде потрібна народу, щоб продовжувати найпримітивніше існування". Даний наказ Шпеєр буде таємно саботувати, дізнавшись пізніше про невиконання даного наказу, Гітлер, тим не менш, не застосує ніяких заходів впливу або покарання щодо Шпеєра.
21 березня Гітлер, отримавши доповідь Кессельрінга про те, що на Західному фронті багато солдатів без будь-якого опору здаються в полон союзникам, впадає в лють. Після чого Кессельрінг під диктовку Гітлера записує наказ фюрера про «дезертирів, боягузів і зрадників». У наказі йдеться, що «будь-який німецький солдат, що самовільно покинув позицію або склав зброю без бою до останнього патрона, або ж, не будучи пораненим, здався в полон, визнається в Рейху зрадником. Сам солдат у разі виявлення його польовою жандармерією підлягає негайному розстрілу на місці. Родині припиняється видача будь-якої грошової допомоги від держави».
28 березня Гітлер з формулюванням «за станом здоров'я» звільнив з посади начальника генерального штабу сухопутних військ Гейнца Гудеріана, призначивши на його місце генерала Кребса. Гудеріану ж він порекомендував «підлікувати нерви», посилаючись на (на думку Гітлера) «занадто панічні і не оптимістичні» щоденні звіти.
31 березня Гітлер після тривалої бесіди з Геббельсом усуває з посади імперського шефа преси НСДАП Отто Дітріха з формулюванням «у зв'язку з втратою довіри». За словами самого Дітріха, це сталося через те, що він виступив за розпуск партизанського формування Вервольф, чим викликав у Гітлера напад гніву.
2 квітня Гітлер, отримавши новину про оточення англо-американськими військами групи армій «В» в районі Рура, наказує їм через Гіммлера стояти на смерть і «розстрілювати кожного, хто піднімає білий прапор!».
5 квітня Гітлер отримує доповідь про початок штурму Відня Червоною армією. Гітлер, прийшовши в лють, кричить — «Відень не має пасти, він ніколи не буде радянським!» — після чого віддає наказ утримувати Відень будь-якою ціною.
10 квітня Гітлеру доповідають про падіння Кенігсберга, після чого він в люті оголошує всіх учасників оборони «боягузами і зрадниками», а коменданта міста Отто фон Ляша заочно засуджує до розстрілу.
11 квітня Гітлер, все ще не вірячи, що головною метою Червоної армії буде Берлін, підписує наказ про зняття з оборони столиці і направленні до Чехословаччини чотирьох танкових дивізій під командуванням генерал-фельдмаршала Фердинанда Шернера.
13 квітня міністр пропаганди Йозеф Геббельс приносить Гітлеру новину про смерть Франкліна Рузвельта, чим приводить фюрера в захват. За словами очевидців, Гітлер вперше за довгий час реготав і кричав: «Це повинно було статися, тепер перемога буде моєю, я виграв війну!». За його наказом, всім хто знаходився в бункері було роздано по келиху шампанського, і навіть був накритий імпровізований бенкет. Того ж вечора Гітлеру повідомляють про падіння Відня. Після чого, за словами очевидців, Гітлер зі словами — «Цього не може бути!» — хапається за серце і валиться з ніг на диван у своїй кімнаті. Незабаром доктору Мореллю вдається привести Гітлера до тями.
15 квітня Гітлер офіційно оголошує Берлін містом-фортецею, заявляючи в своєму зверненні до німецького народу наступне: «Якщо кожен німецький солдат правильно виконає свій борг, то Червона армія обов'язково буде звернена до втечі і Європа ніколи не стане радянською!»

### Останні дні
16 квітня 1945 року о 3:01 ночі війська маршала Георгія Жукова почали Берлінську наступальну операцію. Спрямувавши всю свою міць на групу армій «Вісла», що знаходиться під командуванням генерал-полковника Готхарда Гейнріці і тримає оборону на Зеєлівських висотах. В ході запеклих боїв до 19 квітня Червоній армії вдалося оволодіти висотами.

#### 20 квітня
Вранці 20 квітня війська Жукова, що знаходяться всього за 17 кілометрів від фюрербункера, розпочинають масований обстріл міста з важкої артилерії. За словами очевидців, Гітлер в сум'ятті практично вибіг зі своєї кімнати і, підбігши до одного зі своїх ад'ютантів, буквально прокричав йому: "Що відбувається? звідки ця стрілянина?!" — на що спочатку отримав привітання зі своїм 56-м днем народження, а потім доповідь від свого ад'ютанта про те, що це радянська артилерія. Гітлер в люті закричав: «Росіяни вже за 17 кілометрів від центру, а мені не доповідають?!», після чого ледве переставляючи ноги він пішов у свої покої.
Близько 12:00 Гітлер востаннє в своєму житті піднявся з бункера у двір рейхсканцелярії, де його зустріли кілька десятків юнаків з Гітлер'югенду, в яких він довго вдивлявся скляними очима і намагався поплескати по щоках і підбадьорити. За словами одного з тих, що стояли в тій шерензі, 12-річного Альфреда Цехи, нагородженого Залізним хрестом 2-го класу, Гітлер потиснув їм усім руки, після чого схвально поплескав по щоці і сказав: "Коли з цих руїн виросте нова Німеччина, ви станете її героями!". Потім, за словами останнього, Гітлер ретельно намагаючись приховати сильне тремтіння лівої руки, ледве переставляючи ноги повернувся в бункер.
О 14:00 у конференц-залі у фюрербункері розпочалась велика нарада за участі Германа Герінга, Йоахіма фон Ріббентропа, Карла Деніца, Ернста Кальтенбруннера, Альберта Шпеєра, Вільгельма Кейтеля і Ганса Кребса. На нараді, після обговорення ситуації, що склалася, Гітлер яро відкидає всі пропозиції сховатися в Баварії або на півночі Німеччини під охороною СС, кажучи, що буде битися «до останнього подиху в Берліні», і переїде на північ Німеччини лише після розгрому Червоної армії біля його стін. Після цього Гітлер наказує Деніцу зайнятися організацією опору на півночі Німеччини, а Герінга він направляє для організації оборони в Баварію.
Останнім наказом, відданим на нараді, став наказ Кребсу простежити за підготовкою наступу 4-ї танкової армії за підтримки 3-ї танкової армії на позиції Червоної армії, для її «повного і остаточного звернення до втечі і розгрому». Всі присутні розуміли, що наказ нездійсненний, тому що обидві армії ледь тримали оборону, однак заперечувати Гітлеру не стали.
Приблизно о 16:30 Гітлеру повідомляють, що Група армій «B», що знаходиться під командуванням Вальтера Моделя, в повному складі (375 000 чоловік) припинила опір союзникам, і склала зброю в районі Рура. Прийшовши в лють Гітлер оголошує всіх солдатів і офіцерів «боягузами і зрадниками батьківщини», а Вальтера Моделя заочно засуджує до розстрілу. На наступний день, дізнавшись про це, Модель застрелився.
Близько 17:00 Гітлер пішов у свої покої, де ліг спати близько 18:00.

#### 21 квітня
О 9:30 ранку радянська артилерія знову завдає по Берліну потужний удар. Розриви снарядів будять Гітлера, і той по телефону урядового зв'язку дізнається від генерала Карла Коллера, що радянська артилерія б'є по центру міста прямою наводкою з відстані 15 км від фюрербункера. Гітлер знову лютує, кричачи, що «його оточують бездарні зрадники, яких давно варто було б перевішати!». На денній нараді він наказує зв'язатися з генералом військ СС Феліксом Штайнером, який повинен за планом Гітлера «негайно почати енергійний наступ на позиції Червоної армії, з метою прориву її оборони і спасіння Берліна!».
На тій же нараді Гітлер спрямовує Роберта Лея в Баварію для «допомоги в організації там оборони».
Ближче до вечора Гітлер віддає наказ своєму особистому лікарю — Теодору Морелю передати всі повноваження Вернеру Хаазе. Морель покинув Берлін вранці 23 квітня 1945 року.

#### 22 квітня
Гітлер встав близько 9:00 ранку. Заслухавши доповідь про обстановку, він, на подив учасників наради, залишається абсолютно спокійним, кажучи, що «наступ Штайнера зможе стабілізувати фронт!». Однак після тривалої паузи слово невпевнено бере генерал Кребс, який повідомляє йому, що «Штайнер відмовляється йти в наступ, посилаючись на те, що його війська ледь тримають оборону!». Після кілька секундної паузи Гітлер буквально вибухає спалахом гніву. За словами очевидців, він з криком «Наступ Штейнера було наказом!», жбурляє указку, якою зазвичай водив по оперативній карті, на стіл так сильно, що вона розламується. Після чого Гітлер впадає в неконтрольований гнів, кричачи до хрипоти в голосі, що його «оточує купка мерзенних брехунів і зрадників!», які крім того, ще й «насмілюються порушувати його накази!». Наприкінці своєї промови, трохи заспокоївшись, Гітлер вперше, за словами очевидців, каже, що війна програна, так як «в такій обстановці неможливо командувати!», Після чого заявляє, що відтепер всі можуть робити «що хочуть», а він "скоріше залишиться в Берліні і застрелиться, ніж втече!".
Практично одразу після закінчення наради, близько 15:00, в бункер прибувають Йозеф і Магда Геббельс зі своїми шістьма дітьми. Дізнавшись про спалах гніву Гітлера, Геббельс ще раз мляво намагається умовити того сховатися в своїй резиденції в Берхтесгадені. Отримавши категоричну відмову фюрера, він оголошує всім присутнім, що «на деякий час» разом з сім'єю оселиться в фюрербункері на прохання Гітлера.
Далі Гітлер наказує генерал-фельдмаршалу Кейтелю особисто прибути в штаб 12-ї армії і передати в руки її командувачу Вальтеру Венку план контр-наступу на радянські війська, який повинен був здійснюватися за підтримки 9-ї армії Штайнера. Також він наказує генерал-полковнику Йодлю перенести штаб Верховного головнокомандування на 20 кілометрів на північний захід від Берліна в Потсдам, посилаючись на близькість лінії фронту. Крім того він віддає тому наказ «зібрати всі наявні в Потсдамі сили і прорватися до Берліна».
Близько 17:00 Гітлер повертається до своїх покоїв у супроводі Єви Браун, свого особистого кухаря Констанції Манціарлі, Мартіна Бормана, і секретарів Траудель Юнге і Герди Крістіан, яким в ході приватної бесіди пропонує негайно (протягом години) покинути Берлін на останньому літаку, посилаючись на швидке оточення міста радянськими військами. Однак всі відмовляються це зробити, а Єва Браун заявляє в присутності всіх, що залишиться з Гітлером до кінця і якщо потрібно, помре разом з ним, після чого, на подив усіх присутніх, Гітлер вперше публічно обіймає її і цілує в губи.
Після чого він відкриває шуфлядку столу і дістає кілька ампул з ціанистим калієм та з їхньої згоди роздає отруту присутнім.
Близько 18:00 Гітлер віддає останній того дня наказ, призначивши командувачем обороною Берліна Еріха Беренфенгера.

#### 23 квітня
Між 1:00 та 1:30 годинами ночі Гітлер отримав телеграму від Германа Герінга, що знаходиться в Берхтесгадені, куди раніше був направлений ним же:

Мій фюрер
Генерал Коллер дав мені сьогодні короткий інструктаж на основі повідомлень, наданих йому генерал-полковником Йодлем і генералом Христианом, відповідно до яких ви посилалися на певні рішення щодо мене, і підкреслили, що в тому випадку, якщо переговори стануть необхідні, мені звідси вести їх буде легше, ніж Вам з Берліна. Ці дані були настільки несподіваними і серйозними для мене, що я припустив, що в разі відсутності відповіді від Вас до 22:00, я буду зобов'язаний вважати, що Ви втратили здатність до прийняття рішень. Я перегляну умови Вашого указу і прийму заходи для благополуччя народу і Вітчизни. Ви знаєте, що я відчуваю по відношенню до Вас в цей важкий час мого життя. У мене немає слів, щоб висловити свої почуття. Хай береже вас Бог, і нехай, незважаючи ні на що, він допоможе Вам приїхати сюди якомога швидше.
Ваш вірний Герман Герінг.

Після того як Мартін Борман в присутності Йозефа Геббельса і Вальтера Хевеля закінчив читання телеграми, Гітлер деякий час мовчав, вдивляючись скляними очима в стіну, а потім вибухнув гнівною тирадою: «Герінг — товстий продажний ледар! Цей вискочка кинув Люфтваффе напризволяще! Його приклад дозволив корупції поширитися по всій країні! Я завжди все про нього знав! Цей морфініст сміє заявляти, що я не здатний приймати рішення?! А завтра він оголосить мене мертвим?! Так як він посмів зрадити мене?!». Потім, трохи заспокоївшись, Гітлер наказав Мартіну Борману «позбавити Герінга всіх повноважень, чинів і нагород і помістити під арешт, а в разі опору стратити на місці як зрадника». Геббельс повністю підтримав Гітлера, назвавши пропозиції Герінга «спробою путчу», Борман запропонував «негайно розстріляти Герінга без суду і слідства», Хевель промовчав.
Через дві години, Гітлер викликавши до себе обергруппенфюрера СС Юліуса Шауба наказав йому спалити всі особисті речі і документи, які знаходяться в рейхканцелярії. Після того, як наказ фюрера був виконаний, Гітлер віддав Шаубе наказ прослідкувати за знищенням свого особистого поїзда. Після чого Шауб вирушив до Мюнхена, де на особистій квартирі Гітлера також спалив всі його особисті речі та документи.
Близько 9:00 Гітлеру приходить помилковий донос на командувача 56-м танковим корпусом генерала артилерії Гельмута Вейдлінга, про те, що той нібито пересунув свою лінію оборони на кілька кілометрів на захід від радянських позицій. Прийшовши в лють Гітлер наказує доставити Вейдлінга в бункер і розстріляти його «як боягуза і зрадника». Однак генерал, вже попереджений про майбутній арешт, особисто прибуває в фюрербункер із доповіддю і домагається аудієнції з Гітлером. Після двогодинних роздумів, близько 11:30, Гітлер схвалює доповідь Вейдлінга, скасовує наказ про його страту і призначає генерала командувачем обороною Берліна, відсторонивши від цієї посади підполковника Еріха Беренфегера.
Потім Гітлер приймає у себе Альберта Шпеєра, який, на відміну від інших членів найближчого оточення Гітлера, радить йому залишитися в Берліні, кажучи, що «фюрер повинен залишатися на сцені, коли падає завіса». Після чого Шпеєр зізнається Гітлеру, що не виконував його наказу про тактику випаленої землі, проте Гітлер погоджується зі Шпеером, і каже що «наказ був поспішний, адже після перемоги у війні Німеччини було б складніше відновитися!». Після цієї заяви Шпеєр говорить фюреру, що покидає Берлін і прийшов попрощатися. Гітлер (очевидно впавши в шоковий стан) ніяк не реагує на цю заяву, і навіть відмовляється від останнього рукостискання Шпеєра. Після чого Шпеєр мовчки залишає Гітлера і їде у Фленсбург. За його спогадами, на той час дисципліна в бункері вже практично перестала існувати, в коридорах було повно п'яних офіцерів, які курять, навіть коли Гітлер входить в кімнату, що раніше категорично заборонялося.
Потім Гітлер приймає Йоахіма фон Ріббентропа, якого з абсолютною байдужістю усуває з посади з формулюванням «у зв'язку з втратою довіри» (це відсторонення відбулося лише на словах і фактично Ріббентроп залишався на своїй посаді до смерті Гітлера). Після цього, Ріббентроп залишає Берлін, вирушивши до Гамбурга.

#### 24 квітня
Близько 10:00 ранку Гітлер надсилає телеграму генерал-полковнику авіації Роберту фон Грейму з наказом «негайно прибути до будівлі рейхсканцелярії».
О 12:00 на плановій нараді по військовій обстановці, після доповіді про успішну локальну атаку німецьких військ у фланг 1-го Білоруського фронту в районі Герліця, в Гітлері знову пробуджується надія на «чудесний порятунок». Натхнений, він наказує негайно контратакувати радянські війська з півночі, щоб «вже до вечора звільнити Берлін від більшовицьких орд». Будь-які заперечення він відхиляє в різкій формі.
Ближче до вечора генерал Гельмут Вейдлінг доповідає Гітлеру про повне оточення Берліна радянськими військами, проте Гітлер продовжує сподіватися на «чудесне спасіння», намагаючись переконати всіх присутніх на нараді в тому, що «частинам СС ще вдасться відкинути переважаючі сили противника від міста і прорвати оточення!». Вийшовши з нарадчої кімнати, Вейдлінг вперше публічно визнав факт того, що Гітлер втратив всіляке розуміння реальності, назвавши його «божевільним фантазером».
На нараді Гітлер не звертаючи уваги на заперечення більшості присутніх люто вимагає «негайно розпочати наступ!». Єдиним реальним рішенням прийнятим на нараді, став наказ про «фінальну тотальну мобілізацію всіх жителів Берліна, здатних тримати зброю, на боротьбу з частинами Червоної армії!». Фактично з цього дня по все ще контрольованим німецькими військами районах міста стали ходити патрулі СС, які виловлювали дезертирів і ухильників, і страчували їх на місці «за зраду».
О 20:00 по радіо виступив Йозеф Геббельс, який зачитав «відозву Фюрера до німецького народу»: «Будьте пильні! Бороніть з крайньою самовідданістю життя ваших дружин, матерів і дітей! Більшовики ведуть війну без пощади!».

### «Агонія» і смерть 28— 30 квітня 1945

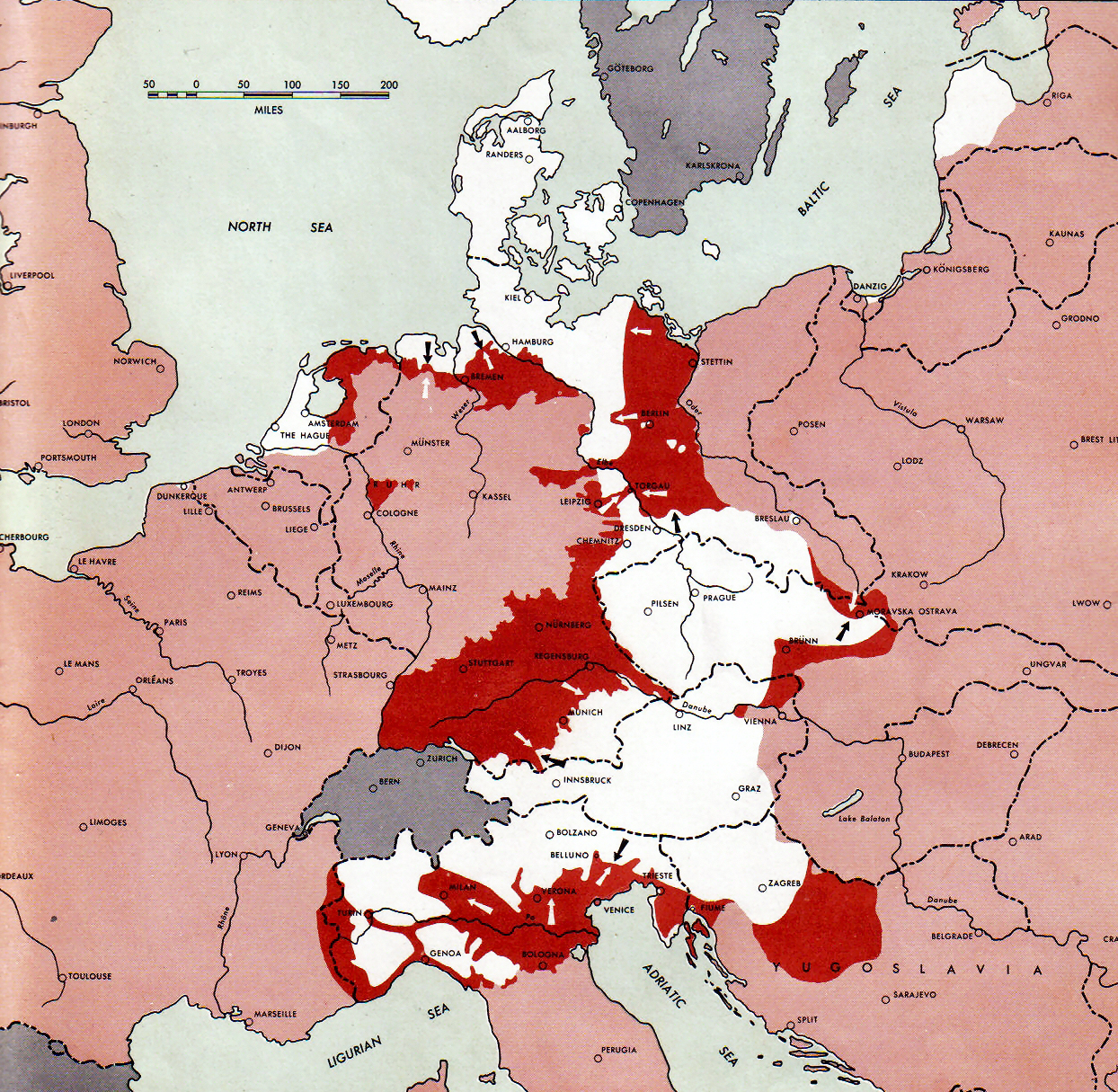
Військова обстановка в Європі на 30 квітня 1945

За свідченнями очевидців, допитаних як радянськими органами контррозвідки, так і відповідними службами союзників, 30 квітня 1945 року в оточеному радянськими військами Берліні Гітлер разом зі своєю дружиною Євою Браун покінчив життя самогубством, попередньо вбивши улюблену собаку Блонді. У радянській історіографії утвердилася точка зору, що Гітлер прийняв отруту (ціаністий калій, як і більшість наклалих на себе руки нацистів). Однак, за свідченнями очевидців, він застрелився. Існує також версія, згідно з якою Гітлер, взявши в рот і розкусивши ампулу з отрутою, одночасно вистрілив в себе з пістолета (застосувавши, таким чином, обидва знаряддя смерті).
За словами свідків з обслуговчого персоналу, ще напередодні Гітлер віддав наказ доставити з гаража каністри з бензином (для знищення тіл). 30 квітня, після обіду, Гітлер попрощався з особами зі свого найближчого оточення і, потиснувши їм руки, разом з Євою Браун пішов у свої апартаменти, звідки пізніше пролунав постріл. Незабаром після 15:15 (за іншими даними 15:30) слуга Гітлера Хайнц Лінге в супроводі ад'ютанта фюрера Отто Гюнше, Геббельса, Бормана і Аксмана, увійшли в апартаменти фюрера. Мертвий Гітлер сидів на дивані; на скроні у нього розпливалася кривава пляма. Поруч лежала Єва Браун, без видимих зовнішніх ушкоджень. Гюнше і Лінге завернули тіло Гітлера в солдатську ковдру і винесли в садок рейхсканцелярії; слідом за ним винесли і тіло Єви. Трупи поклали недалеко від входу в бункер, облили бензином і підпалили.

## Розслідування

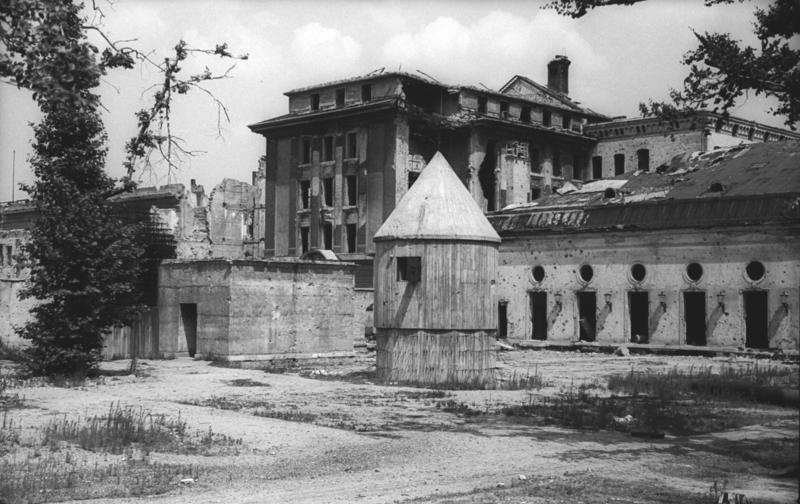
Надземна частина Фюрербункера незадовго до того, як вона була зруйнована у 1947 році. Останки Гітлера і Єви Браун були спалені у кратері воронки перед аварійним виходом зліва. Кругова конструкція використовувалася для генераторів и вентиляції.

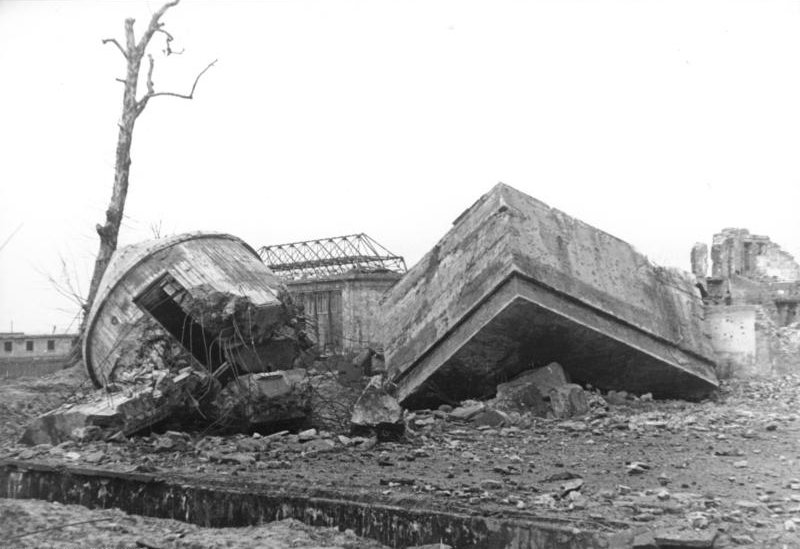
Знищений Фюрербункер (1947)

5 травня 1945 року трупи були знайдені за шматком ковдри, що стирчав із землі, групою гвардії старшого лейтенанта Олексія Панасова і потрапили в руки СМЕРШу. Генерал Костянтин Тєлєгін очолив урядову комісію з упізнання останків. Полковник медслужби Фауст Шкаравський керував експертною комісією з дослідження останків. Тіло Гітлера було упізнано за допомогою Кеті Хойзерман (Кетті Гойзерман), асистентки зубного лікаря Гітлера, яка підтвердила схожість зубних протезів, пред'явлених їй на упізнання, з протезами Гітлера. Однак повернувшись з радянських таборів, вона відмовилася від своїх свідчень.
Обгорілі останки Гітлера привезли в ящиках в клініку-госпіталь в берлінському районі Бух, де в підвалі їх вивчали авторитетні радянські фахівці. Керував судово-медичною експертизою головний судово-медичний експерт 1-го Білоруського фронту підполковник Фауст Шкаравський. Спогади свідків про це залишила лейтенант Олена Ржевська, яка брала участь у проведенні впізнання.
У 2009 році начальник Управління реєстрації та архівних фондів ФСБ Росії Василь Христофоров розповів, що в 1946 році спеціальна комісія, створена з ініціативи ГУПВІ з метою «ретельної і жорсткої перевірки всієї групи фактів», провела додаткові розкопки на місці виявлення трупів Гітлера і Єви Браун. При цьому була знайдена «ліва тім'яна частина черепа з вихідним кульовим отвором». У 1948 році «знахідки» з бункера Гітлера (кілька обгорілих предметів, а також фрагменти щелеп і зубів, за якими проводилась ідентифікація трупів Гітлера, Єви Браун і Геббельсів) були направлені до Москви, до слідчого відділу 2-го Головного управління МДБ СРСР. З 1954 року, за розпорядженням голови КДБ при РМ СРСР Сєрова, всі ці предмети і матеріали зберігалися в особливому порядку в спеціальному приміщенні відомчого архіву. На 2009 рік, щелепи Гітлера зберігаються в архіві ФСБ, а фрагменти черепа Гітлера — в Держархіві.
Джерела дають різні відомості про причину смерті: в деяких стверджується, що Гітлер помер від отрути, в інших — що смерть наступила від пострілу, зробленого Гітлером в момент розкушування ампули з ціанідом. Ряд сучасних істориків відкидають ці відомості як «радянську пропаганду», або ж намагаються знайти компроміс для примирення різних висновків. Один з очевидців свідчив, що труп Гітлера мав ознаки самогубства за допомогою пострілу в рот, але згодом був зроблений висновок, що подібне малоймовірно. Існували також протиріччя щодо справжності знайдених фрагментів щелепи і черепа, які нібито належать Гітлеру.
У липні 2017 року, з дозволу ФСБ Росії, команді французьких вчених вдалося отримати доступ до фрагментів зубів Адольфа Гітлера, провести дослідження і дізнатися причину смерті фюрера. Керівник команди професор Філіп Шарльє повідомив, що зуби справжні і належать Гітлеру. Стаття опублікована в науковому журналі «European Journal of Internal Medicine», підтверджує загальноприйняту теорію про смерть Гітлера 30 квітня 1945 разом з дружиною Євою Браун у своєму берлінському бункері. Гітлер прийняв цианід і для підстраховки вистрілив собі у голову. При дослідженні на зубах не було виявлено слідів пороху, значить він стріляв не у рот, а в лоб або шию, прийшли до висновку вчені. На протезах були виявлені синюваті плями, до цього призвела хімічна реакція між цианідом і металом.